# El jardín de la alegría (película de 1925)
El jardín de la alegría (título original:The Pleasure Garden) es la primera película dirigida por Alfred Hitchcock en su carrera como realizador cinematográfico, y la primera que estrenó completa. 
Fue rodada en la ciudad italiana de Alassio y en las ciudades alemanas de Múnich y Emelka-Atelier. La producción del filme comenzó el 9 de junio de 1925 y se estrenó el 3 de noviembre de ese mismo año en Múnich. Está basada en una novela de Oliver Sandys.

## Argumento
La película cuenta la historia de dos parejas y cómo se entrelazan de formas diferentes sus vidas. Patsy es una corista que baila en un teatro de variedades de Londres llamado El jardín de la alegría. Un día llega al teatro una muchacha de provincias llamada Jill que quiere hacerse un hueco como bailarina. Gracias a Patsy, que le da asilo, logrará convertirse en una primera bailarina. Por otro lado, el novio de Jill, Hugh, y un amigo suyo, Levett, deben partir a las colonias en el Trópico y estarán ausentes por dos años. Hugh le pide a Jill que le espere y ella le dice que lo hará.
Hugh marcha, pero Levett se queda todavía un mes más, tiempo en el cual iniciará una relación sentimental con Patsy y se casará con ella. Durante ese mes, Jill comienza a llevar una vida de lujos y coquetería, olvidando por completo a Hugh y despreciando incluso a Patsy olvidando lo que hizo por ella. Levett parte finalmente al Trópico, al mismo destino que Hugh. Allí mantiene una aventura con una indígena. Tiempo después, Patsy recibirá una carta de las colonias, en la que se dice que su esposo ha contraído unas fiebres y se encuentra postrado.
Patsy decide viajar al Trópico y reunirse con su esposo para cuidarla. Pide dinero prestado a Jill, pero ella la echa de su lujosa mansión. Ni siquiera acepta regalarle el anillo de compromiso de Hugh, al preparar ella su boda con un supuesto príncipe. Serán los caseros de Patsy los que le consigan el dinero para el viaje. Una vez allí, ella descubre la infidelidad de Levett y decide abandonarle. El hombre, acabará asesinando a su amante ahogándola en el mar.
En una cabaña vecina, Patsy encuentra a Hugh, también en cama, y decide cuidarle hasta su restablecimiento. Levett, enloquecido por la fiebre, los celos y los remordimientos, verá visiones del fantasma de su amante, que le ordena que asesine a Patsy, algo que intentará sable en mano. Antes de poder matarla un hombre dispara a Levett por la espalda, matándolo, el cual ha sido avisado por Hugh que se encuentra fuera de la casa. Al salir Patsy de la casa, tienen una conversación con Hugh donde se muestran el amor el uno al otro.